# Селс, Матц
Матц Вилли Элс Селс (нидерл. Matz Willy Els Sels; род. 26 февраля 1992, Линт, Фламандский регион) — бельгийский футболист, вратарь клуба «Ноттингем Форест» и сборной Бельгии.

## Клубная карьера

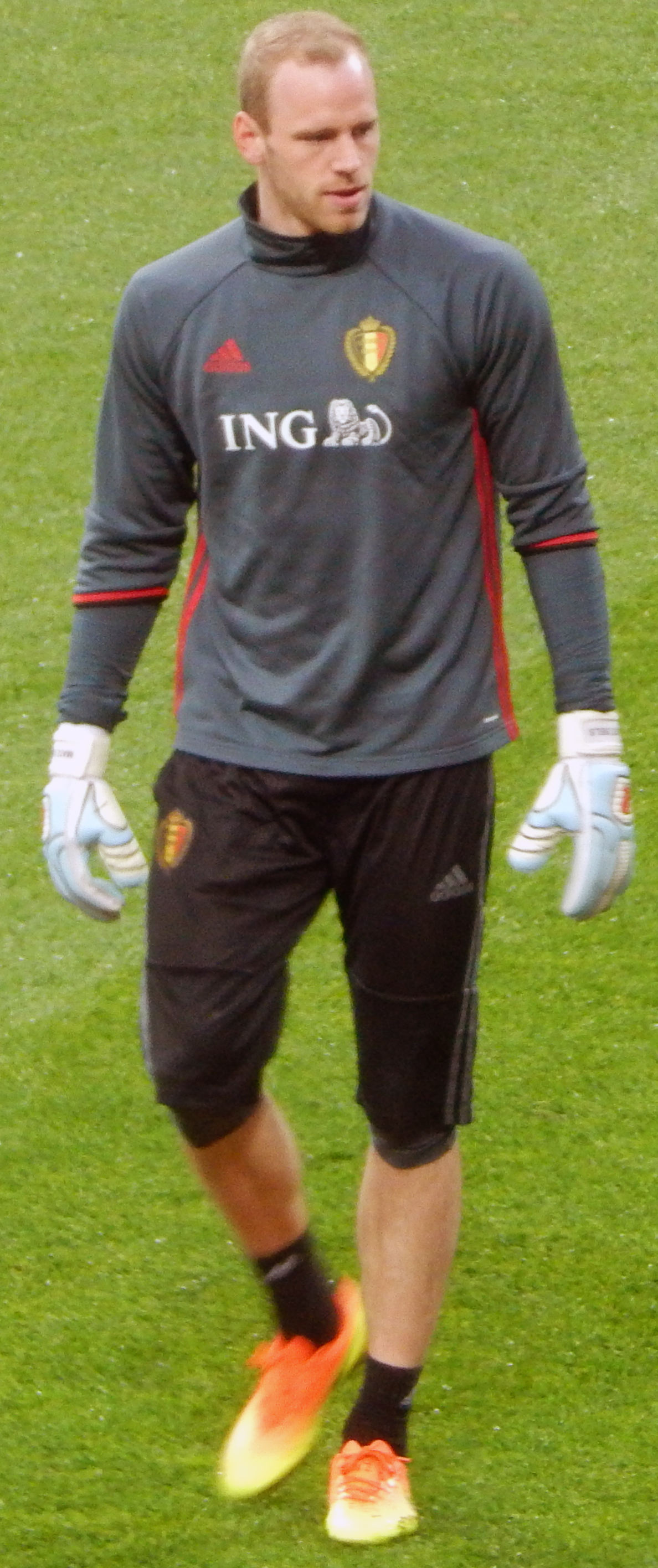
Селс на тренировке сборной Бельгии

Селс — воспитанник клуба «Льерс». В 2010 году он был включён в заявку команды на участие в чемпионате. 29 июля 2012 года в матче против «Гента» Селс дебютировал в Жюпиле лиги. В этом же поединке Матц отразил пенальти.
В начале 2014 года Селс перешёл в «Гент». 18 января в поединке против «Кортрейка» он дебютировал за новый клуб. В 2015 году Матц помог команде впервые в истории выиграть национальное первенство, а также Суперкубок. По итогам сезона он был признан лучшим вратарём чемпионата.
Летом 2016 года Матц перешёл в английский «Ньюкасл Юнайтед», подписав контракт на пять лет. 5 августа в матче против «Фулхэма» он дебютировал в Чемпионшипе. Летом того же года для получения игровой практики Селс вернулся на родину, став игроком «Андерлехта». 28 июля в матче против «Антверпена» он дебютировал за новую команду.
Летом 2018 года Матц перешёл во французский «Страсбур», подписав контракт на 4 года. Сумма трансфера составила 4 млн евро. 12 августа в матче против «Бордо» он дебютировал в Лиге 1.
1 февраля 2024 года Матц перешёл в английский «Ноттингем Форест», подписав контракт на 3,5 года. Дебютировал за новый клуб 4 февраля 2024 года в матче с «Борнмутом», который завершился вничью со счетом 1:1.

## Международная карьера
В 2013 году в составе молодёжной сборной Бельгии Селс принял участие в Турнире в Тулоне.
В мае 2018 года Селс был включён в расширенный состав сборной на чемпионат мира, однако в финальную заявку голкипер не попал.
Был вызван в качестве третьего вратаря сборной на чемпионат Европы 2020. 
3 июня 2021 года Селс дебютировал в основной сборной Бельгии в матче против сборной Греции.
Около 30 матчей был в заявке на матчи сборной в различных турнирах, включая товарищеские матчи, но вышел на данный момент на поле всего в 3-х матчах, пропустив в них 1 гол

## Достижения
Командные
 «Гент»
- Чемпионат Бельгии по футболу — 2014/2015
- Обладатель Суперкубка Бельгии — 2015
- Обладатель Кубка Французской лиги 2019